# Protathlema SEGAS (1912)
Protathlema SEGAS (1912) była 8. edycją Protathlemy SEGAS – najwyższej piłkarskiej klasy rozgrywkowej w Grecji. Liga skupiała tylko zespoły z Aten i okolic. W rozgrywkach wzięło udział 5 drużyn. Tytułu nie obroniła drużyna Panellinios PO. Nowym mistrzem Grecji został zespół Goudi Ateny. 

## Tabela końcowa
|   | Klub                          | M | Z | R | P | Br+ | Br- | Br+/- | Pkt | Uwagi  |
| 1 | Goudi Ateny                   | 4 | 4 | 0 | 0 | 20  | 3   | +17   | 8   | Mistrz |
| 2 | Ethnikos Ateny                | ? | ? | ? | ? | ?   | ?   | ?     | ?   |        |
| 3 | Stratiotikí Skholí Evelpídhon | ? | ? | ? | ? | ?   | ?   | ?     | ?   |        |
| 2 | Podosthairikos OA             | ? | ? | ? | ? | ?   | ?   | ?     | ?   |        |
| 3 | Panellinios PO                | ? | ? | ? | ? | ?   | ?   | ?     | ?   |        |